# Arseni Iațeniuk
Arseni Petrovici Iațeniuk (în ucraineană Арсе́ній Петро́вич Яценю́к; n. 22 mai 1974, Cernăuți) este un politician, economist și avocat ucrainean. Din 27 februarie 2014 până în 14 aprilie 2016 a fost prim-ministru al Ucrainei. 

## Cariera politică
Iațeniuk a fost ministru al economiei între 2005 și 2006. Ulterior a fost ministru de externe în 2007. În prezent este liderul partidului  extraparlamentar Narodnii Front. 
Este originar din regiunea Cernăuți, unde a trăit prima parte a vieții. A lucrat la o firmă de avocatură.

## Legături externe
- ARSENI IAȚENIUK. Cine este politicianul din Cernăuți care va deveni premierul Ucrainei, 26 februarie 2014, Realitatea TV
- PROFIL. Cine este Arseni Iațeniuk, noul premier desemnat al Ucrainei, 27 februarie 2014, Ana-Maria Adamoae, Evenimentul zilei